# Pterolophia bituberata
Pterolophia bituberata là một loài bọ cánh cứng trong họ Cerambycidae.